# Avlağasökü, Erfelek
Avlağasökü là một xã thuộc huyện Erfelek, tỉnh Sinop, Thổ Nhĩ Kỳ. Dân số thời điểm năm 2011 là 145 người.